# Juan Rafael Zafra Rodríguez
Juan Rafael Zafra Rodríguez (Alcalá de Guadaíra, 1981) és un cuiner espanyol. És xef i propietari del restaurant Estimar a Barcelona i Madrid, així com del restaurant Jondal a Eivissa.

## Biografia professional
Rafa Zafra és un cuiner espanyol que va iniciar la seva formació culinària a l'Escola d'Hostaleria de Sevilla, El Heliópolis. Posteriorment, es va incorporar a l'equip de cuina de l'Hacienda Benazuza: El Bulli Hotel, on va ser nomenat cap de cuina. Amb 26 anys, va obtenir dues estrelles Michelin, convertint-se en un dels cuiners més joves d'Espanya a assolir aquest reconeixement. Durant el tancament hivernal de l'hotel, es traslladava al restaurant El Bulli de Ferran Adrià, amb tres estrelles Michelin, per conèixer les tècniques i plats de cada temporada i actualitzar els menús.
Posteriorment, va col·laborar amb Albert Adrià en el desenvolupament i obertura del restaurant Tickets a Barcelona. L'any 2012, va exercir com a xef executiu de l'OASIS SENS i va obrir el restaurant gastronòmic Benazuza, especialitzat en cuina d'avantguarda amb tècniques innovadores. Aquest projecte el va consolidar com una figura destacada en la gastronomia de Mèxic. El 2013, va ser reconegut com a Personatge de l'Any a Cancún per la seva tasca com a xef revelació.
L'any 2015, va ser nomenat Xef Executiu del projecte HEART Ibiza, impulsat pels germans Adrià i Guy Laliberté, fundador del Cirque du Soleil. Aquest projecte fusionava art, música i gastronomia, amb un enfocament creatiu i multidisciplinari. Quatre mesos després de la seva inauguració, el restaurant va rebre un Sol a la Guia Repsol.
El 2016, Zafra va obrir el restaurant Estimar, de producte del mar definit per Ferran Adrià com "la marisqueria del segle XXI". Aquest establiment va rebre dos Sols de la Guia Repsol i va ser reconegut durant dos anys consecutius com el millor restaurant en la categoria de Format Casual Gourmet d'Europa per la Guia OAD. El setembre del 2019, va obrir una segona ubicació d'Estimar a Madrid, que tres mesos després també va rebre un Sol.
El 2018, Zafra va impartir la conferència “Tendències de la gastronomia i la sala” al Basque Culinary Center i va participar en el programa "Cuinant amb un xef", en el qual els alumnes van elaborar un menú basat en els seus plats.

## Projecte d'investigació
L'any 2022, el xef espanyol Rafa Zafra va iniciar el projecte GastroBio, una iniciativa centrada en la investigació i divulgació de la biologia marina, la pesca i la gastronomia. L'objectiu principal és fomentar la traçabilitat completa dels productes marins, cobrint totes les etapes, des de la captura fins a la seva presentació a taula. El projecte busca generar consciència sobre el consum responsable del peix i marisc, promovent pràctiques sostenibles que contribueixin a la preservació dels ecosistemes marins.
Per dur a terme aquest propòsit, el projecte finança la formació i investigació d'un biòleg marí, Arnau Subías, que treballa en la integració de biologia marina, pesca i gastronomia. GastroBio posa un èmfasi especial en la sostenibilitat i en la importància de conèixer l'origen i el recorregut dels productes del mar.
La iniciativa ha estat reconeguda en diversos mitjans de comunicació, com el diari ABC, que ha destacat el seu enfocament en la preservació de les espècies marines i la promoció d'un consum conscient i sostenible.

## Obra literària en desenvolupament
Actualment, treballa juntament amb Joan Sarabia, fundador de l'editorial Abalon Books i reconegut amb el Premi Nacional de Gastronomia el 2021, en la futura publicació d'un llibre.
El llibre analitza la recerca i selecció de productes marins d'alta qualitat, amb un enfocament en els recorreguts realitzats per Zafra per alguns dels ports pesquers més destacats d'Espanya. A través d'aquestes visites, l'autor documenta el procés de captura i les pràctiques emprades pels pescadors locals.
L'obra incorpora els estudis d'investigació de GastroBio, que promou el coneixement detallat dels productes marins, incloent-hi les seves característiques biològiques, el seu cicle de vida, els mètodes de pesca i el seu consum. Aquest enfocament combina la sostenibilitat i l'estudi dels recursos marins, integrant-los en la pràctica culinària.
El llibre s'organitza en capítols, cadascun dedicat a un producte marí específic, com l'ostra, l'angula i la gamba vermella. En cada capítol, l'autor col·labora amb xefs especialitzats en productes del mar per desenvolupar i aplicar diverses tècniques culinàries. Aquest enfocament combina coneixements tradicionals i innovació, establint un pont entre la biologia marina, la sostenibilitat i la gastronomia, promovent una comprensió integral dels recursos marins i la seva rellevància en l'alta cuina.

## Premis i reconeixements
- 2016: Millor restaurant nou de Barcelona per Estimar, segons la Guia Macarfi Rookie.
- 2018: OAD TOP 100 + Gourmet Casual Restaurant per Estimar Barcelona.
- 2019: TOP One Europe Gourmet Casual Restaurant per Estimar Barcelona.
- 2019: 2 Sols per Estimar Barcelona, segons la Guia Repsol.
- 2021: Millor restaurant de l'any per Estimar Madrid, segons els Premis Metrópoli.
- 2022: Segon millor restaurant per Estimar Barcelona, segons la Guia Macarfi.
- 2022: 2 Sols per Estimar Madrid, segons la Guia Repsol.
- 2022: Quart millor restaurant per Estimar Madrid, segons la Guia Macarfi.
- 2022: 1 Sol per Casa Jondal,[6] segons la Guia Repsol.
- 2022: Millor Projecte Gastronòmic d'Eivissa per Casa Jondal,[7][8][9] segons Face Food Mag.
- 2022: Restaurant de l'any per Amar[10] Barcelona, segons Rookie.
- 2022: Millor obertura de l'any per Amar[11][12][13] Barcelona, segons la Guia Macarfi.
- 2022: Reconeixement per la seva trajectòria gastronòmica, per l'Ajuntament d'Alcalá.
- 2023: Gentleman Diamant de l'Excel·lència de l'Associació Espanyola del Luxe.
- 2023: Millor Restaurant Gastronòmic de la Península Ibèrica, atorgat pels Beyond Luxury Awards.
- 2023: Millor menú assequible per Per Feina, segons els Premis Fuera de Serie Gourmet.
- 2023: T d'Or per Casa Jondal, segons Tapas Magazine de Balears.
- 2024: Millor restaurant de platja per Casa Jondal, segons la revista White Ibiza.
- 2024: Recomanat Rural per la Guia Michelin.
- 2024: Millor Cap de Sala per Rafa Zafra, segons els XXI Premis Gastronòmics Metrópoli.
- 2024: Reconeixement com a Best Chef per la revista White Ibiza.
- 2024: 2 Ganivets per Rafa Zafra,[14] segons The Best Chef Awards.[15]